# 浅野吉次郎

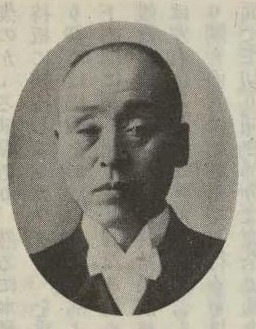
浅野吉次郎

浅野 吉次郎（あさの きちじろう、1859年6月14日（安政6年5月14日） - 1926年（大正15年）2月26日）は、尾張国名古屋出身の発明家。

## 人物
尾張藩の御用桶業者の浅野文六の次男として、1859年上畠町において生まれる。次男ではあったが、家業を13歳で継ぐこととなる。イギリス製の茶箱に着想し、木材板の製造を志す。1907年（明治40年）、マッチの軸木製造機を元にロータリー式ベニヤ板（浅野式合板）の製造に成功する。この発明に成功した日は11月3日とされており、この日は合板の業界団体である日本合板工業組合連合会とNPO法人木材・合板博物館が共同で「合板の日」として制定している。1910年（明治43年）に特許を取得した。浅野木工場は吉次郎の死後、1930年（昭和5年）に閉鎖されている。